# Werner Friese
Werner Friese (Dresden, 30 de março de 1946 – 28 de setembro de 2016) foi um futebolista profissional alemão que atuava como goleiro.

## Carreira
Friese atuou, na maior parte de sua carreira, no Lokomotive Leipzig, onde chegou em 1968, proveniente do Lokomotive Dresden. Em 11 anos, foram 181 jogos disputados.
Jogou ainda no Vorwärts Cottbus e no BSG Chemie Böhlen, onde encerrou a carreira em 1981.

## Seleção Alemã-Oriental
Pela Seleção da Alemanha Oriental, integrou o elenco que disputou a Copa de 1974, como reserva de Jürgen Croy. Não atuou em nenhuma partida pela seleção principal, tendo jogado apenas pela equipe Sub-21, participando de 10 partidas.